# José Saez
José Saez, né le 7 mai 1982 à Menin (Belgique), est un ancien footballeur français qui est également de nationalité espagnole.

## Biographie
José Saez réalise sa formation à Wasquehal, puis au Lille OSC à partir des moins de 15 ans. Après avoir intégré le groupe professionnel, il part peaufiner sa formation à Angers où il suit Éric Guérit. 

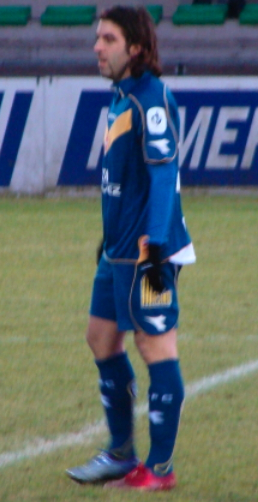
José Saez sous le maillot de VA.

Après deux saisons à Angers, il revient sur Lille puis signe à Valenciennes, alors en National. Auteur de huit buts, il contribue activement au retour du club en Ligue 2. Sous les ordres de Kombouaré, il est ensuite un grand artisan de la seconde montée consécutive du club, cette fois en Ligue 1. 
Le club s'impose dans l'élite et obtient son maintien chaque année, plutôt tranquillement. Après une saison 2006-2007 amoindrie, il retrouve une place de titulaire les deux années suivantes, puis joue moins. Il reste cependant un joueur de complément régulièrement utilisé et apprécié des supporters, qui brille par son activité et son endurance. Le 22 novembre 2008 il marque son premier but dans l'élite contre Sochaux. Le 24 septembre 2011, José marque un but essentiel pour le VAFC face à son rival Marseille, qui permet à son équipe d'arracher le nul à la dernière seconde. 
Il entame en 2013-2014 sa 10e saison au club. Alors que le club nordiste est en mauvaise posture en championnat et que le joueur se trouve en fin de contrat, il signe le 10 janvier 2014 pour un an et demi au Stade Malherbe de Caen, en Ligue 2,. Lors de ses adieux au stade, il déclare à la fin du match : « J’ai pleuré trois fois dans ma vie : à mon mariage, à la naissance de mes enfants et là, maintenant ».
Avec son nouveau milieu défensif, le Stade Malherbe voit ses résultats s'améliorer. Alors que l'équipe pointe à la 8e place avec 27 points en 19 journées à son arrivée, elle parvient à combler son retard sur les équipes de têtes et retrouve le podium au moins d'avril. Saez inscrit son premier but avec le Stade Malherbe sur le terrain du FC Metz. Le club caennais est finalement promu en Ligue 1. Lors de la saison 2014-2015, Saez ne joue pratiquement pas en équipe première et son contrat n'est pas prolongé.
À la suite de sa carrière professionnelle, il revient au Valenciennes FC pour y occuper un poste dans la cellule de recrutement.

## Statistiques
| Saison                | Club                  | Championnat           | Championnat | Championnat | Coupe nationale | Coupe nationale | Coupe de la Ligue | Coupe de la Ligue | Total | Total |
| Saison                | Club                  | Division              | M.          | B.          | M.              | B.              | M.                | B.                | M.    | B.    |
| 2002-2003             | Angers SCO            | National              | 22          | 2           | -               | -               | -                 | -                 | 22    | 2     |
| 2003-2004             | Angers SCO            | Ligue 2               | 25          | 3           | 1               | 0               | -                 | -                 | 26    | 3     |
| Sous-total            | Sous-total            | Sous-total            | 47          | 5           | 1               | 0               | -                 | -                 | 48    | 5     |
| 2004-2005             | Valenciennes FC       | National              | 29          | 8           | -               | -               | -                 | -                 | 29    | 8     |
| 2005-2006             | Valenciennes FC       | Ligue 2               | 33          | 1           | -               | -               | 1                 | 0                 | 34    | 1     |
| 2006-2007             | Valenciennes FC       | Ligue 1               | 21          | 0           | 2               | 0               | 1                 | 0                 | 24    | 0     |
| 2007-2008             | Valenciennes FC       | Ligue 1               | 28          | 0           | 1               | 0               | 2                 | 0                 | 31    | 0     |
| 2008-2009             | Valenciennes FC       | Ligue 1               | 33          | 2           | -               | -               | -                 | -                 | 33    | 2     |
| 2009-2010             | Valenciennes FC       | Ligue 1               | 15          | 0           | -               | -               | -                 | -                 | 15    | 0     |
| 2010-2011             | Valenciennes FC       | Ligue 1               | 19          | 0           | -               | -               | 2                 | 0                 | 21    | 0     |
| 2011-2012             | Valenciennes FC       | Ligue 1               | 23          | 1           | 3               | 0               | 1                 | 0                 | 27    | 1     |
| 2012-2013             | Valenciennes FC       | Ligue 1               | 18          | 2           | 1               | 0               | 1                 | 0                 | 20    | 2     |
| 2013-2014             | Valenciennes FC       | Ligue 1               | 9           | 2           | 1               | 0               | 1                 | 0                 | 11    | 2     |
| Sous-total            | Sous-total            | Sous-total            | 228         | 16          | 8               | 0               | 9                 | 0                 | 245   | 16    |
| 2014                  | SM Caen               | Ligue 2               | 14          | 2           | 1               | 0               | -                 | -                 | 15    | 2     |
| 2014-2015             | SM Caen               | Ligue 1               | 2           | 0           | 1               | 0               | 2                 | 1                 | 5     | 1     |
| Sous-total            | Sous-total            | Sous-total            | 16          | 2           | 2               | 0               | 2                 | 1                 | 20    | 3     |
| Total sur la carrière | Total sur la carrière | Total sur la carrière | 291         | 23          | 11              | 0               | 11                | 1                 | 313   | 24    |

## Palmarès
- 2004-2005 : Champion de National (Valenciennes)
- 2005-2006 : Champion de Ligue 2 (Valenciennes)